# The Stages of Economic Growth: A Non-Communist Manifesto
The Stages of Economic Growth: A Non-Communist Manifesto ist das bedeutendste Werk des amerikanischen Ökonomen und Wirtschaftshistorikers Walt Whitman Rostow (1916–2003). Es erschien 1960 bei Cambridge University Press in Cambridge. Das darin aufgestellte Modell zur wirtschaftlichen Entwicklung von Staaten erlangte weltweite Beachtung als explizit nicht kommunistisches Modernisierungsmodell. In der Literatur ist das Modell von Rostow auch unter den Namen Rostow-Modell oder Take-off-Modell bekannt.

## Beschreibung
Rostow beschreibt in seinem Buch eine systematische Abfolge von fünf Stufen in der wirtschaftlichen Entwicklung. Diese Entwicklung wird von jedem einzelnen Staat durchlaufen und zeigt, trotz möglicher Abweichungen, Unterschiede oder Verzögerungen, grundsätzlich immer den gleichen Verlauf. Rostows Modell basiert auf den Daten der historischen Wirtschaftsentwicklungen, vor allem Europas und der USA. 

## Die fünf Stufen

Diagramm der Entwicklung verschiedener Staaten
Take-off
Reife
Hoher Massenverbrauch

### 1. Die Traditionelle Gesellschaft
Eine Gesellschaft der ersten Phase hat eine natürliche Obergrenze der Produktivität, da moderne Wissenschaften und Techniken entweder noch nicht zur Verfügung standen oder nur begrenzt eingesetzt wurden. Außerdem ist die Gesellschaft agrarisch geprägt und hat eine hierarchische Sozialstruktur und begrenzte Mobilität.

### 2. Die Vorbedingungen des Take-off („preconditions“)
Diese Phase beschreibt Gesellschaften, die sich im Übergang befinden, wie die Staaten Westeuropas des 17. und 18. Jahrhunderts. Es entstehen neue Produktionsmethoden im agrarischen und industriellen Bereich. Ein Weltmarkt bildet sich heraus.

### 3. Der Take-off
Der Take-off ist die wichtigste Phase. In ihr steigt der Anteil der Investitionen von ungefähr 5 % auf über 10 %. Dies ist bedingt durch die schnelle Ausbreitung neuer Industrien, die hohe Gewinne abwerfen, welche wiederum in neue Fabriken investiert werden. Es kommt zu einer rasant wachsenden Nachfrage nach neuen Arbeitskräften und Dienstleistungen sowie nach industriellen Fertigwaren. Die Städte beginnen zu wachsen und weitere neue Industrien entstehen. Gleichzeitig wird die Landwirtschaft stärker kommerzialisiert, da auch hier neue Techniken eingeführt werden. Der Take-off selbst ist eine relativ kurze Phase von 2–3 Jahrzehnten (in England die zwei Jahrzehnte nach 1783; in Frankreich und den USA die Jahrzehnte vor 1860; in Deutschland die 25 Jahre nach 1850; in Japan das letzte Viertel des 19. Jahrhunderts; in Russland/Kanada die drei Jahrzehnte vor 1914; in Indien und China seit 1950).

### 4. Die Entwicklung zur Reife („The drive to maturity“)
Diese Phase umfasst ca. 40 Jahre, die gekennzeichnet sind durch eine gleich bleibend hohe Investitionsrate von 10–20 %. Die Industrialisierung erfasst die gesamte Gesellschaft und die Gesamtproduktivität erlaubt weiteres Bevölkerungswachstum.

### 5. Das Zeitalter hohen Massenverbrauchs („Age of high-mass-consumption“)
Die zentralen Bedürfnisse nach Nahrung, Kleidung und Wohnung sind in dieser Phase befriedigt. Die Nachfrage nach superioren Gütern steigt, bei gleichzeitigem Streben nach und Entstehen von Wohlfahrtsstaaten. Ein Kennzeichen dieser Phase ist zum Beispiel die weite Verbreitung des Autos in einer Gesellschaft.

## Wirkung
Rostows Modernisierungsmodell wurde weltweit diskutiert und beeinflusste in gewissem Maße auch die Entwicklungspolitik der Industriestaaten gegenüber den Ländern der Dritten Welt, vor allem in den sechziger und siebziger Jahren.